# Saona (isola)
Saona, situata nel mar dei Caraibi, in posizione parallela all'estremità sud orientale delle Repubblica Dominicana, è un'isola delle Antille di 110 km² di superficie, lunga circa 22 km e larga 5 km nella sua parte più estesa.
Appartiene alla provincia con capoluogo La Romana della Repubblica Dominicana. Perlopiù pianeggiante, è una zona protetta e santuario naturale parte del Parco Nazionale dell'Est, istituito nel 1975. È facilmente raggiungibile da Bayahibe, piccola comunità rurale di pescatori.
La popolazione si aggira intorno ai 450 abitanti, localizzati soprattutto a Mano Juan e in misura minore a Punta Catuano; vivono principalmente di pesca e vendita di souvenir ai turisti. Saona rappresenta infatti una delle escursioni più richieste per chi soggiorna a Santo Domingo.
L'isola viene spesso descritta come un tipico "paradiso caraibico", con grandi spiagge di sabbia bianca e acqua cristallina, ed è stata usata come set per numerose riprese con ambientazione tropicale, incluse diversi spot pubblicitari della barretta al cioccolato Bounty.

## Storia
L'isola fu abitata almeno dal 2000 a.C. Intorno all'800 a.C. vi si insediarono i Taino, una popolazione proveniente da Hispaniola, che colonizzò in epoca precolombiana gran parte delle isole della zona. L'isola, che era chiamata dagli indios Taino con il nome di Adamanay, faceva parte del regno di Higuey.

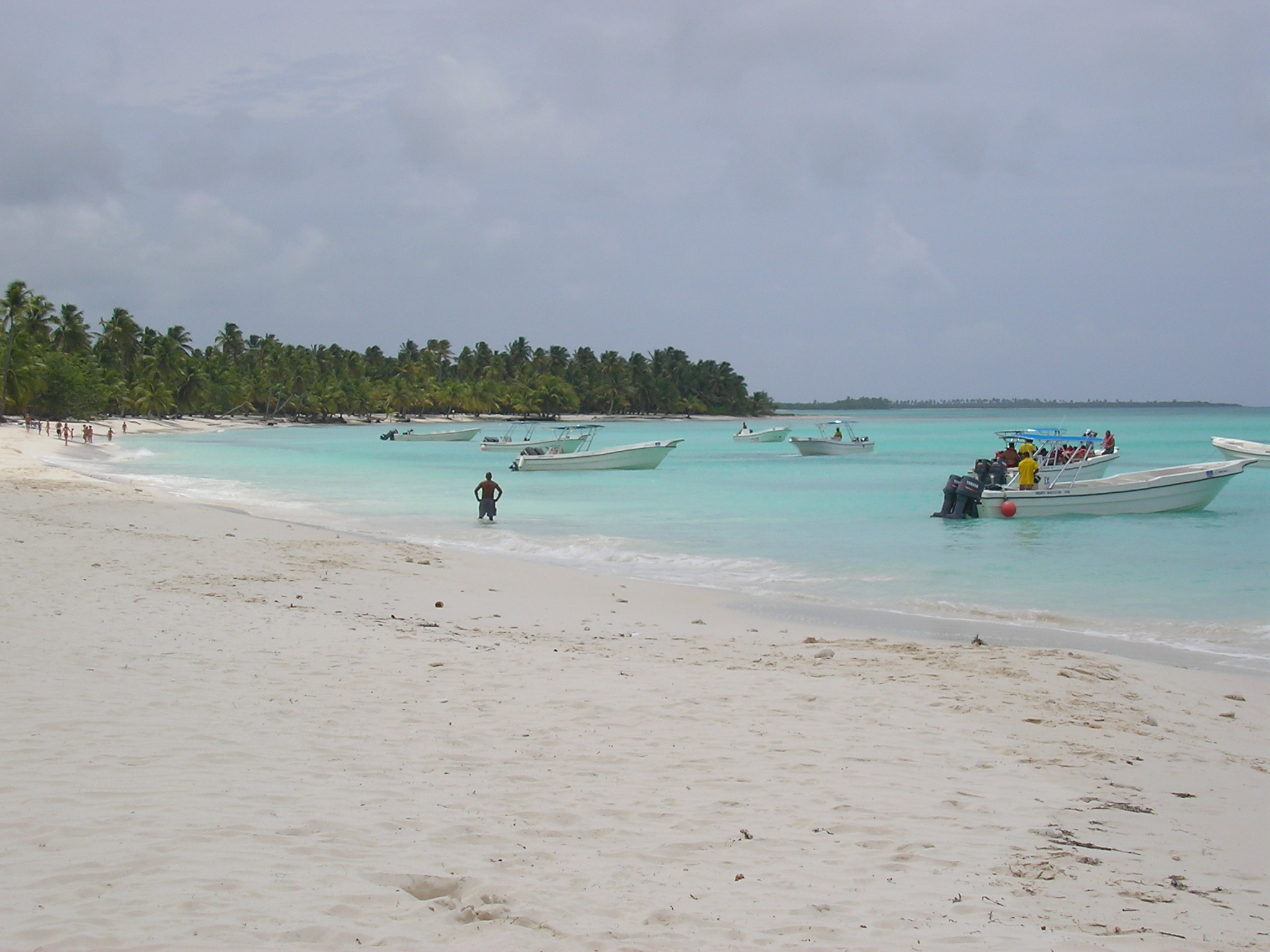
Spiaggia di Saona

Adamanay fu scoperta da Cristoforo Colombo il 14 settembre 1494 durante il secondo viaggio di esplorazione al Nuovo Mondo. Il nome Saona (originariamente, la Bella Saonese) fu dato all'isola dal Grande Navigatore in onore della città ligure di Savona. L'isola fu scoperta mentre Colombo, a bordo, al comando di tre caravelle con a bordo 98 uomini, la Nina, la San Juan e la Cardera, perlustrava la costa meridionale dell'isola di Hispaniola; avendo compreso che si stava approssimando una tempesta, la Nina, avente a bordo lo stesso Ammiraglio e il suo amico savonese Michele da Cuneo, penetrò lo stretto canale (oggi denominato Paso de Catuan) che separava l'isoletta dall'Hispaniola. Le condizioni del tempo erano già peggiorate e la piccola nave rischiava altrimenti di venire distrutta dall'infuriare della tempesta. La caravella gettò l'ancora dinanzi alla costa settentrionale dell'isoletta, in una baia riparata che l'Ammiraglio battezzò con il nome di Santa Cruz. Nella notte fra il 14 e il 15 settembre Colombo e i suoi marinai ebbero poi la ventura di osservare un'eclissi di luna, fenomeno astronomico che ebbe il suo culmine alle 02.32. Il mattino dopo la situazione peggiorò ulteriormente: l'isola fu investita da un uragano, perturbazione atmosferica che sino ad allora gli Europei non avevano mai potuto osservare e che ai Caraibi si verifica nei mesi fra giugno ed ottobre. Le altre due caravelle, la San Juan e la Cardera, rimaste più indietro rispetto alla Nina, non essendo riuscite a penetrare il Paso de Catuan, si andarono a riparare a ridosso delle meno sicure coste sudoccidentali dell'isoletta caraibica, nei pressi dell'odierno villaggio di Mano Juan. Costretto dagli eventi Colombo dovette quindi restare all'ancora nel porto di Santa Cruz per alcuni giorni, ignaro della sorte toccata nel frattempo alle altre due caravelle. Alla fine però le condizioni del tempo migliorarono sensibilmente rendendo così possibile alla San Juan e alla Cardera il riunirsi alla caravella ammiraglia. A questo punto Cristoforo Colombo decise di rendere omaggio al suo grande amico Michele da Cuneo che, per primo, aveva avvistato quell'isola a ridosso della quale le sue navi avevano potuto trovare riparo.
In una lettera manoscritta redatta da Michele da Cuneo e composta nell'ottobre del 1495, la scoperta di Saona viene così ricordata:
In altre parole, l'Ammiraglio Colombo avrebbe scelto il nome di "Savona" per premiare lo stesso Michele da Cuneo. A Michele, quindi Colombo avrebbe "regalato" l'isola, nominandolo suo primo governatore, da cui l'onore di battezzarla ufficialmente. La scelta di Colombo di chiamare quest'isola col nome di Savona potrebbe essere stata anche motivata, in parte, dal fatto che proprio in quella città egli stesso aveva abitato tra il 1470 ed il 1476, prima di lasciare per sempre l'Italia; e proprio in quella città erano rimasti a vivere il padre Domenico, la madre Susanna e i fratelli. D'altra parte, ed è cosa singolare, Saona è l'unico dei toponimi voluti dallo scopritore ligure a non essere intitolato a un santo, e quindi a non cominciare per "San... ": tale fatto secondo alcuni avvarrebbe la tesi che sostiene Colombo fosse di nascita savonese, e non genovese. (Franco Icardi, Cristoforo Colombo «natural de Saona». Le origini savonesi secondo i testi manoscritti coevi e le testimonianze di chi lo conobbe di persona, Europa editore, Roma 2017)
Cessata la tempesta, il 24 settembre 1494 le tre caravelle lasciarono infine le acque di Saona.
All'inizio del XVI secolo, poi, i soldati spagnoli guidati dal «caballero di Siviglia Juan de Esquivel» sterminarono l'intera popolazione dell'isola di Saona che si opponevano alle loro angherie; il loro capo, Cotubamanà, venne invece impiccato a Santo Domingo.

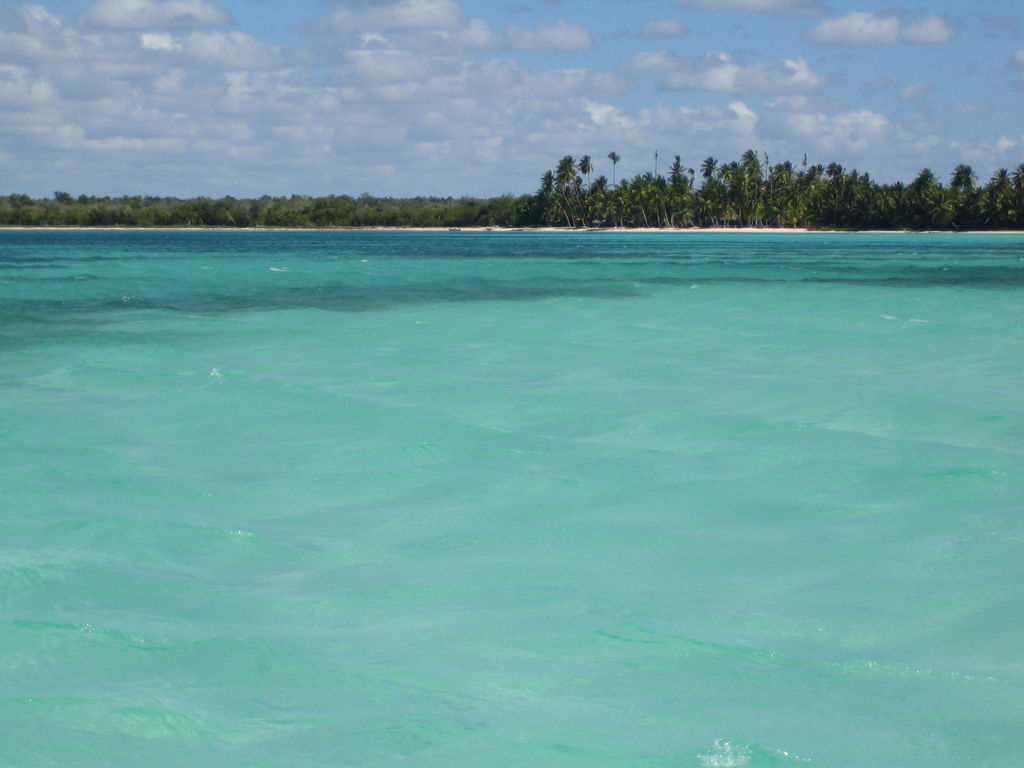
Le acque di Saona

## Amministrazione

### Gemellaggi
- Savona

#### Saona e Savona
In onore dell'origine del nome dell'isola, la città di Savona ha un rapporto di solidarietà nei confronti di Saona. Il generatore elettrico principale in funzione a Saona è dono dei savonesi.